# رومانا کالیگاریس
رومانا کالیگاریس (به انگلیسی: Romana Calligaris) (زادهٔ سال ۱۹۲۴) شناگر اهل ایتالیا است.